# Lala Abdul Rashid
Lala Abdul Rashid (in urdu لالہ عبدالرشيد‎?; Rawalpindi, 1º giugno 1922 – Rawalpindi, 8 marzo 1988) è stato un hockeista su prato pakistano, di ruolo portiere. Ha rappresentato il Pakistan ai Giochi olimpici di Roma 1960, vincendo la medaglia d'oro.

## Palmarès
- Giochi olimpici

Roma 1960: oro